# HMS Bonaventure (31)
La HMS Bonaventure (pennant number 31) è stata un incrociatore leggero della Royal Navy britannica appartenente Classe Dido; entrata in servizio nel maggio del 1940, prese parte alla seconda guerra mondiale, finendo poi affondata il 31 marzo 1941 dal sommergibile italiano Ambra a sud di Creta.

## Servizio
Impostata il 30 agosto 1937 nei cantieri Scotts Shipbuilding and Engineering Company di Greenock, la nave fu varata il 19 aprile 1939 con il nome di Bonaventure, settima unità della Royal Navy a portare questo nome; la nave entrò poi in servizio il 24 maggio 1940 inserita nel 15th Cruiser Squadron della Home Fleet, di stanza a Scapa Flow. La nave fu destinata al pattugliamento delle acque a nord delle isole britanniche, oltre che per la scorta dei convogli navali diretti in Atlantico; il 25 dicembre 1940, durante la scorta al convoglio WS-5, la nave si confrontò insieme ad altre unità britanniche con l'incrociatore pesante tedesco Admiral Hipper, 700 miglia ad ovest di Cabo Fisterra: dopo un breve scontro la nave tedesca si allontanò dal convoglio, non prima di aver affondato due mercantili e averne danneggiati altrettanti.
All'inizio del gennaio del 1941 la nave, riassegnata alla Forza F, partecipò alla scorta del convoglio posto al centro dell'operazione Excess, diretto nel Mar Mediterraneo; tra il 9 e l'11 gennaio, dapprina durante un attacco al convoglio, la torpediniera italiana Vega venne affondata nel Canale di Sicilia proprio dal Bonaventure e dal cacciatorpediniere HMS Hereward, mentre la sua gemella Circe riuscì a mettere a segno due colpi a bordo dell'incrociatore. L'unità fece poi da copertura al traino a Malta del cacciatorpediniere HMS Gallant da parte della HMS Mohawk. Tra il 25 ed il 28 febbraio 1941 l'incrociatore fornì appoggio ai reparti britannici impegnati nell'operazione Abstention, un raid contro il presidio italiano dell'isola di Castelrosso, prima di tornare alle missioni di scorta dei convogli navali nel Mediterraneo.
Il 30 marzo 1941 la nave fece parte della scorta del convoglio GAS tra Alessandria d'Egitto e la Grecia, nell'ambito della campagna di Grecia: dopo essere sfuggita all'attacco del sommergibile italiano Dagabur, a sud di Creta la Bonaventure fu silurata da un altro sommergibile italiano, l'Ambra, affondando nel giro di sei minuti con la perdita di 138 marinai, mentre il resto dell'equipaggio venne salvato dalle altre navi della scorta.